# Funing (köping i Kina)
Funing (kinesiska: 阜宁, 阜宁镇) är en köping i Kina. Den ligger i provinsen Heilongjiang, i den nordöstra delen av landet, omkring 380 kilometer sydost om provinshuvudstaden Harbin. Antalet invånare är 33 754. Befolkningen består av 15 753 kvinnor och 18 001 män. Barn under 15 år utgör 13,0 %, vuxna 15-64 år 82 %, och äldre över 65 år 4,0 %.
Genomsnittlig årsnederbörd är 948 millimeter. Den regnigaste månaden är juli, med i genomsnitt 202 mm nederbörd, och den torraste är januari, med 5 mm nederbörd.